# Universidad de Coímbra
La Universidad de Coímbra (en portugués Universidade de Coimbra) es una institución portuguesa de enseñanza superior situada en la ciudad de Coímbra. En 2013, la Unesco eligió el campus histórico de la Universidad de Coímbra como Patrimonio de la Humanidad.

## Historia
Su antecedente inmediato es el Estudo Geral fundado en 1290 en Lisboa y transferido a Coímbra en 1308 por el rey Dionisio I, sólo un siglo más tarde de la fundación de la nación portuguesa. 
Antes, en 1288, había sido elaborada una Súplica al papa Nicolás IV firmada por los abades de los monasterios de Alcobaça, Santa Cruz de Coímbra y San Vicente de Lisboa y por los párrocos de 24 iglesias y conventos del reino. En este documento se solicitaba la fundación de un "Estudio General" financiado por las instituciones religiosas firmantes. Realmente, no se sabe si esta Súplica llegaría a la Santa Sede.
El 1 de marzo de 1290, Dionisio I firmó en Leiría, el documento “Scientiae thesaurus mirabilis”, que instituía la propia Universidad y pedía al papa Nicolás IV la confirmación. La bula “De statu regni Portugaliae” del papa Nicolás IV, con fecha de 9 de agosto de 1290, reconocía el Estudio General, con las facultades de Artes, Derecho Canónico, Derecho Civil y Medicina. La de Teología se reservó a los conventos dominicos y franciscanos (hasta aproximadamente el año 1380 en que pasó a formar parte de la enseñanza del sistema portugués).
Tras su inicio en Lisboa, la Universidad se traslada a Coímbra, donde ocupa el Palacio de Alcáçova  en 1308.
En 1338 vuelve a trasladarse a Lisboa, hasta 1354 que retorna a Coímbra. En 1377 volvió de nuevo para la capital portuguesa.
Allí permanecería hasta 1537, cuando por orden del rey Juan III vuelve definitivamente a Coímbra.
En 1772 la Universidad recibe los "Estatutos Pombalinos", enmarcados en las Reformas de Pombal que, con carácter de ley, significaron cambios que impulsaron la modernización de los estudios universitarios, construyendo nuevos edificios y reformulando las materias impartidas.
De esta reforma surgieron el Laboratorio Químico, el Observatorio Astronómico, la Imprenta de la Universidad, el Gabinete de Física Experimental y el núcleo del Jardín Botánico y del Museo de Historia Natural.

## Facultades
Actualmente cuenta con ocho facultades: Letras, Derecho, Medicina, Ciencias y Tecnología, Farmacia, Economía, Psicología y Ciencias de la Educación y Ciencias del Deporte y Educación Física, por las que pasan anualmente cerca de 200 mil alumnos.
La Universidad se divide en tres grandes "polos":
- La Alta Universitária, donde se sitúan el rectorado y los servicios administrativos, compartiendo el edificio histórico de la Universidad con la Facultad de Derecho. En la Alta universitária también se encuentran las Facultades de Letras y Psicología, así como los Departamentos de Ciencias y Tecnología. Completan el conjunto el edificio de la Biblioteca General y el Archivo y la Dirección e la Facultad de Ciencias y Tecnología.
- Junto a este polo se encuentra el Campo de Santa Cruz que, junto al Estadio Universitario, al otro lado del río Mondego, constituyen las tradicionales zonas deportivas de la Universidad.[6]

- En el Polo II o Polo de Ingeniería, se sitúan todos los departamentos de la Facultad de Ciencias y Tecnología: 
  - Departamento de Ingeniería Electrotécnica y de Ordenadores
  - Departamento de Ingeniería Informática
  - Departamento de Ingeniería Civil
  - Departamento de Ingeniería Química
  - Departamento de Ingeniería Mecánica

- En el Polo III, o Polo de Ciencias de la Salud, se encuentran los aulas del área médica (Medicina y Farmacia), así como algunos laboratorios de investigación asociados.
- La Facultad de Economía, situada en un palacete en la Avenida Dias da Silva, se encuentra apartado de los tres polos.[6]

## Estudiantes y profesores notables
Diplomáticos
- Aristides de Sousa Mendes do Amaral e Abranches

Escritores
- Alonso Pires
- Baltasar Paes
- Nicolau Tolentino de Almeida
- José María Eça de Queirós
- Antero Tarquínio de Quental
- Camilo de Almeida Pessanha
- António Pereira Nobre
- Luís Vaz de Camões
- João Baptista da Silva Leitão de Almeida Garrett, I vizconde de Almeida Garrett
- Miguel Torga (Adolfo Correia da Rocha)
- Mário de Sá Carneiro
- Nicolau Coelho do Amaral
- Herberto Hélder de Oliveira
- Vergílio António Ferreira
- Eugénio de Castro e Almeida
- Fernando Gonçalves Namora

Científicos
- Félix de Avelar Brotero
- António Caetano de Abreu Freire Egas Moniz - Nobel de Medicina 1949
- José A.F.O. Correia, ingeniero, investigador y profesor universitario
- Pedro Nunes
- Boaventura de Sousa Santos
- Ariel Toh Shu Xian

Políticos
- Sebastião José de Carvalho e Melo, I marqués de Pombal, I conde de Oeiras
- José de Azevedo Mascarenhas Relvas
- António de Oliveira Salazar
- António Moreira Barbosa de Melo
- Alberto João Cardoso Gonçalves Jardim
- Manuel Alegre de Melo Duarte
- Juvenal Henriques de Araújo

Presidentes de la República Portuguesa, siendo seis de los nueve presidentes civiles, no militares
- Manuel José de Arriaga Brum da Silveira e Peyrelongue
- Joaquim Teófilo Fernandes Braga
- Bernardino Luís Machado Guimarães
- Sidónio Bernardino Cardoso da Silva Pais
- António José de Almeida
- Manuel Teixeira Gomes

Primeros ministros, entre otros
- Carlos Alberto da Mota Pinto

Humanistas
- Diogo de Teive
- António Ferreira
- Eduardo Lourenço de Faria
- Uriel da Costa

Deportistas
- Artur Jorge Braga de Melo Teixeira

Músicos
- José Manuel Cerqueira Afonso dos Santos
- José Albano Salter Cid Ferreira Tavares

Extranjeros
- Matteo Ricci
- Kay Rala Xanana Gusmão (José Alexandre Gusmão)
- José de Anchieta
- Hans Ibelings

## Galería

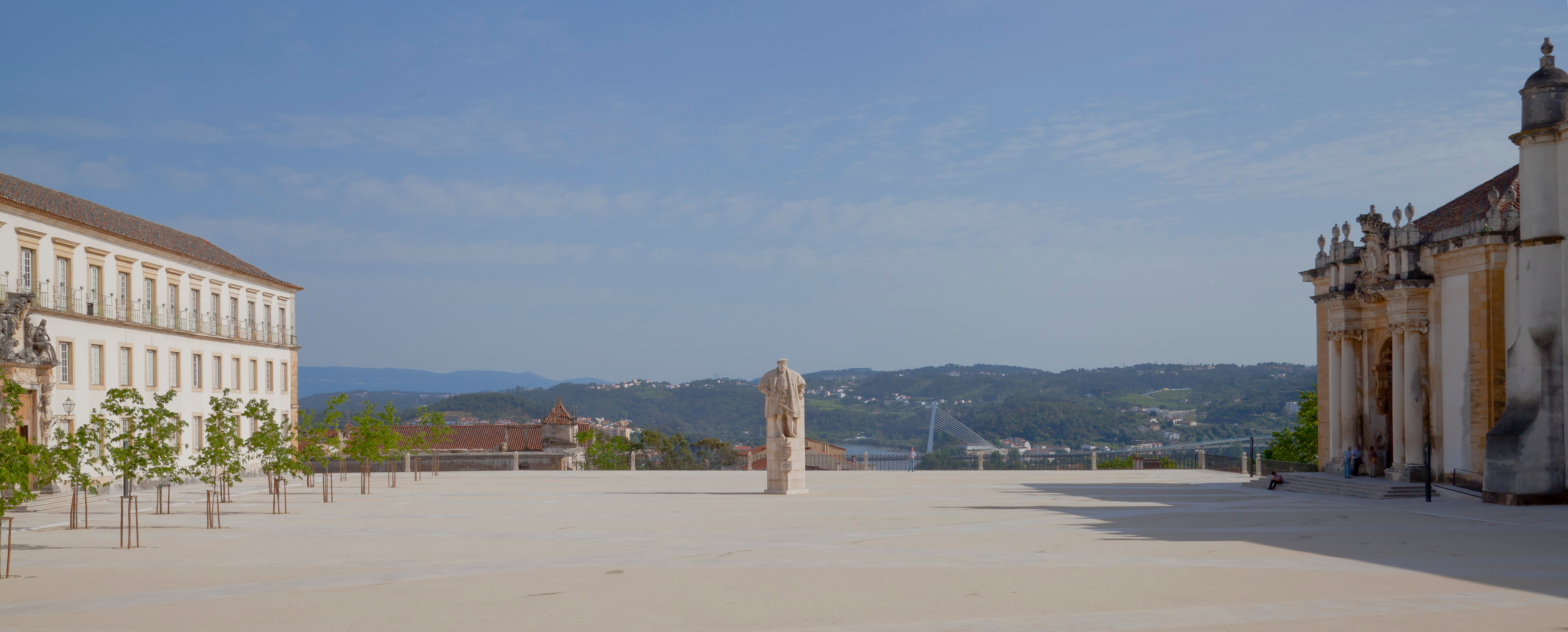
Plaza de la universidad (Paços da Universidade).
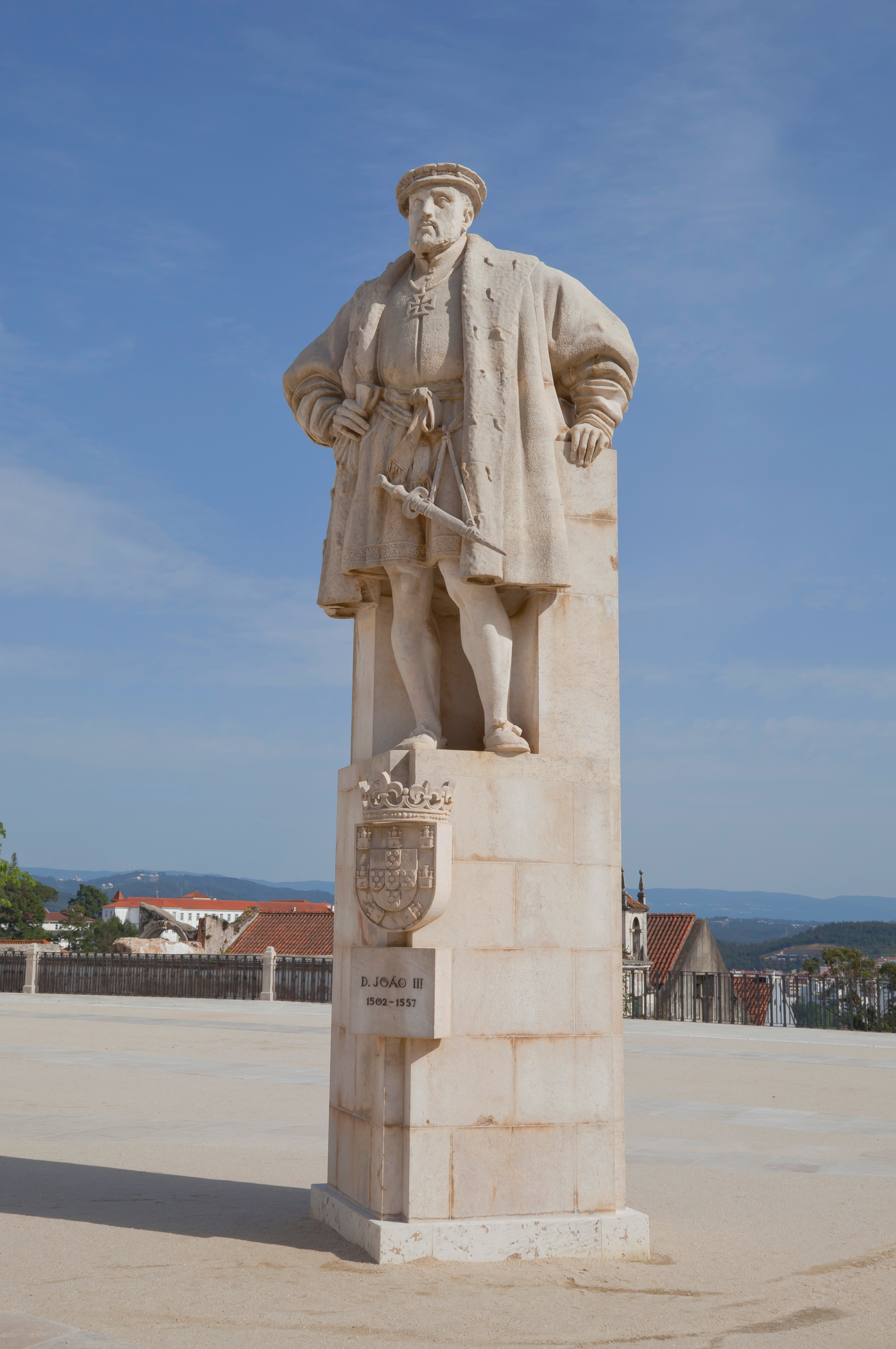
Estatua de Juan III de Portugal en la plaza de la universidad.
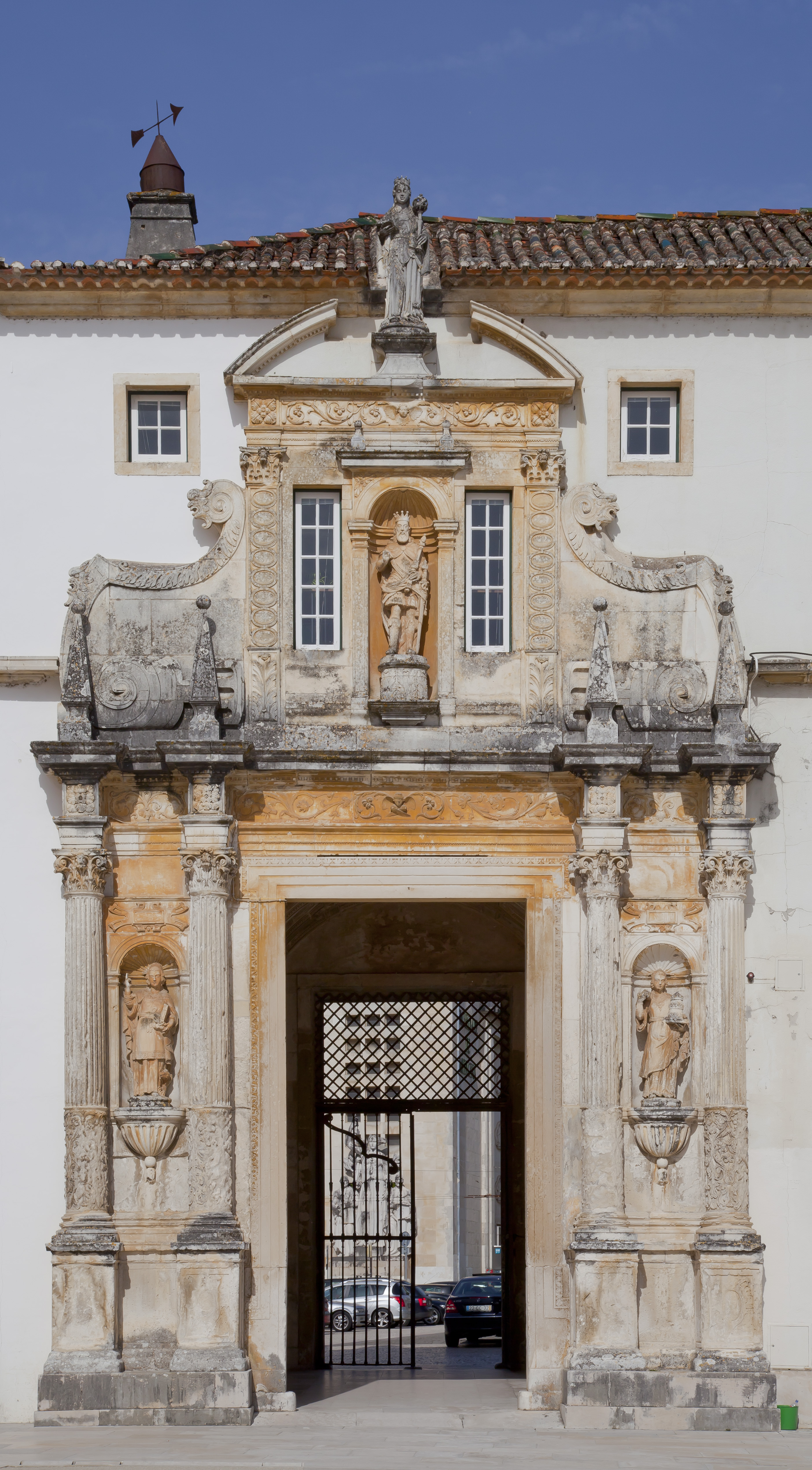
Porta Férrea.
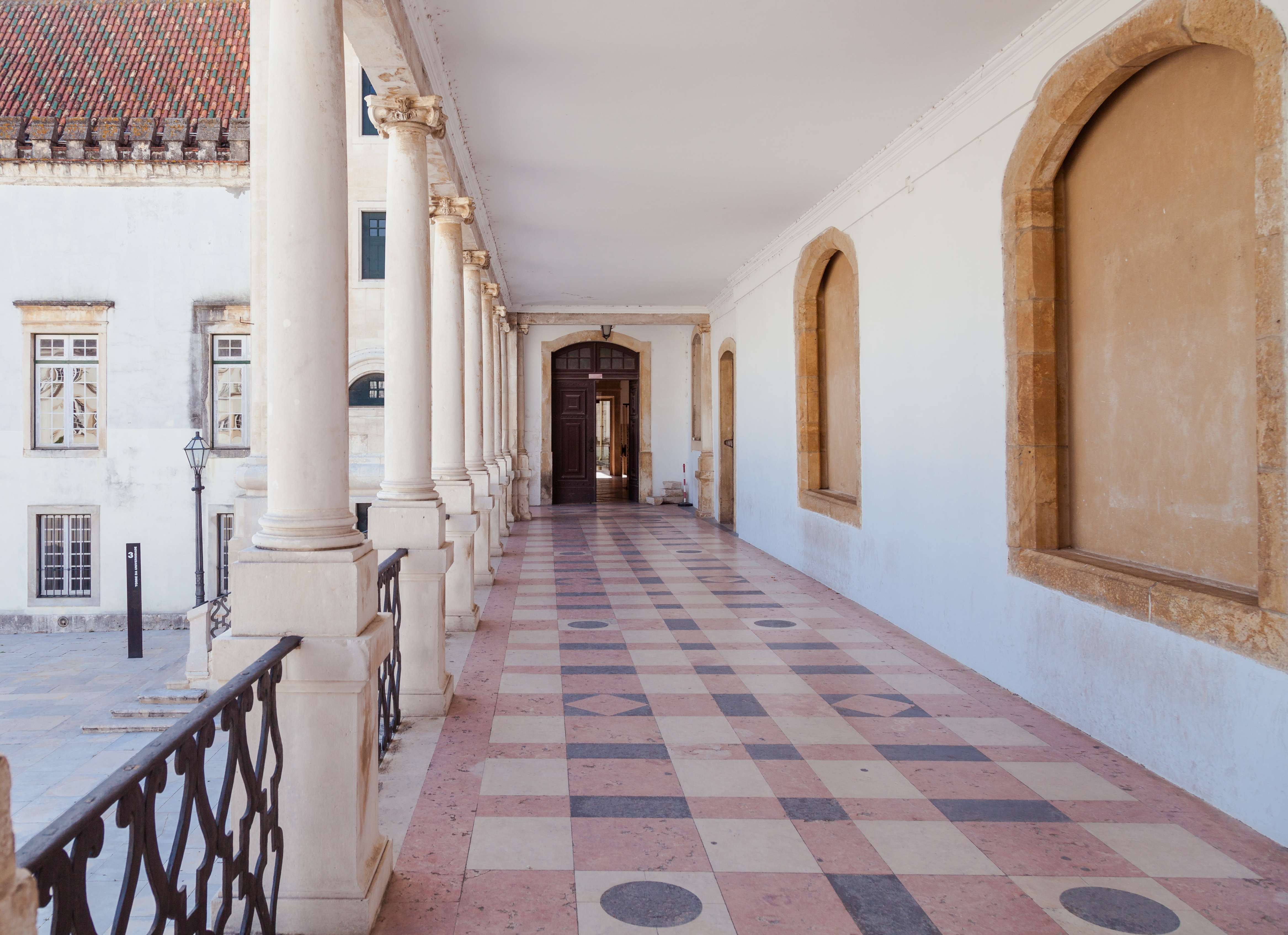
Pasillo.
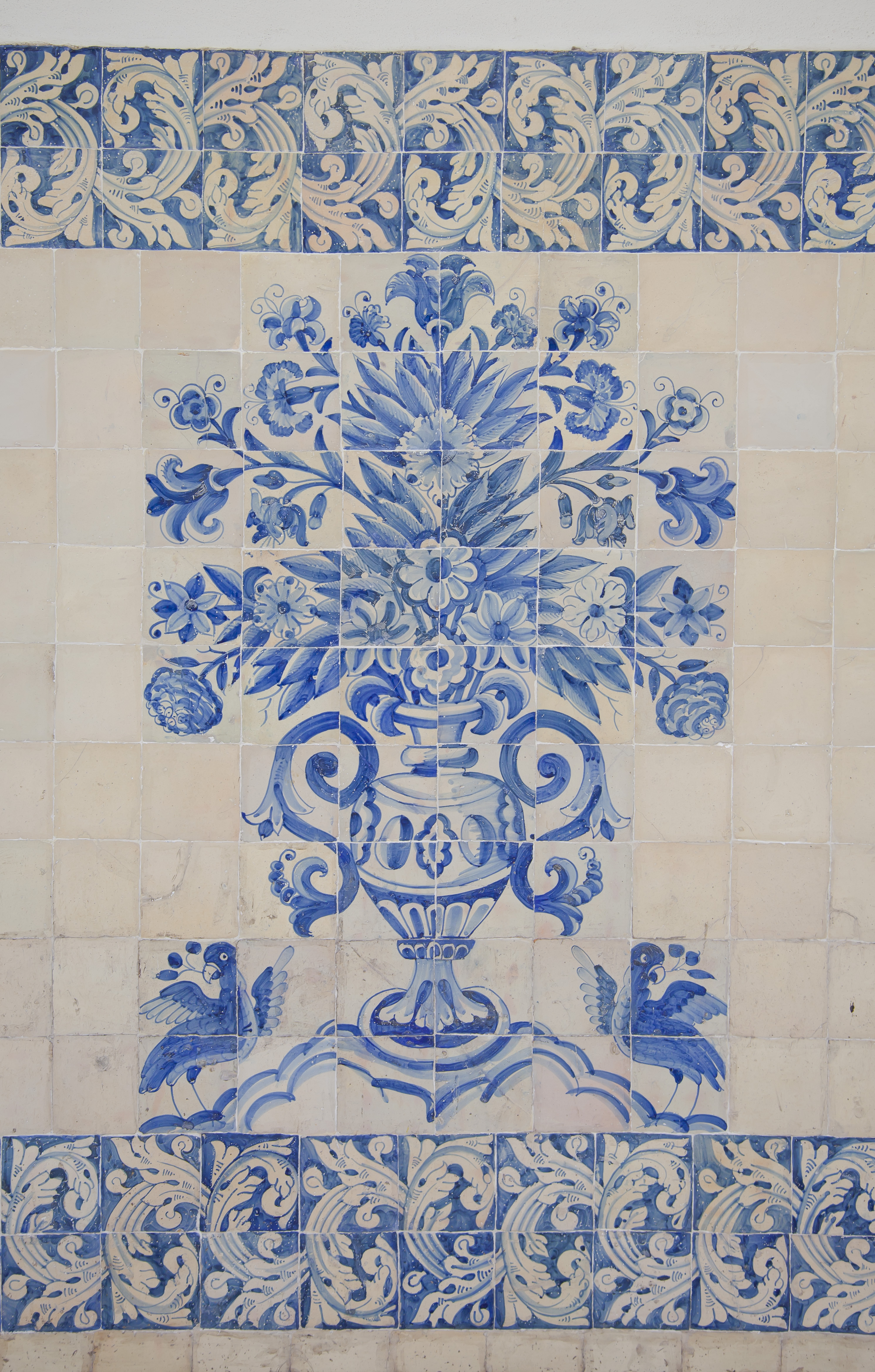
Detalle de azulejos.
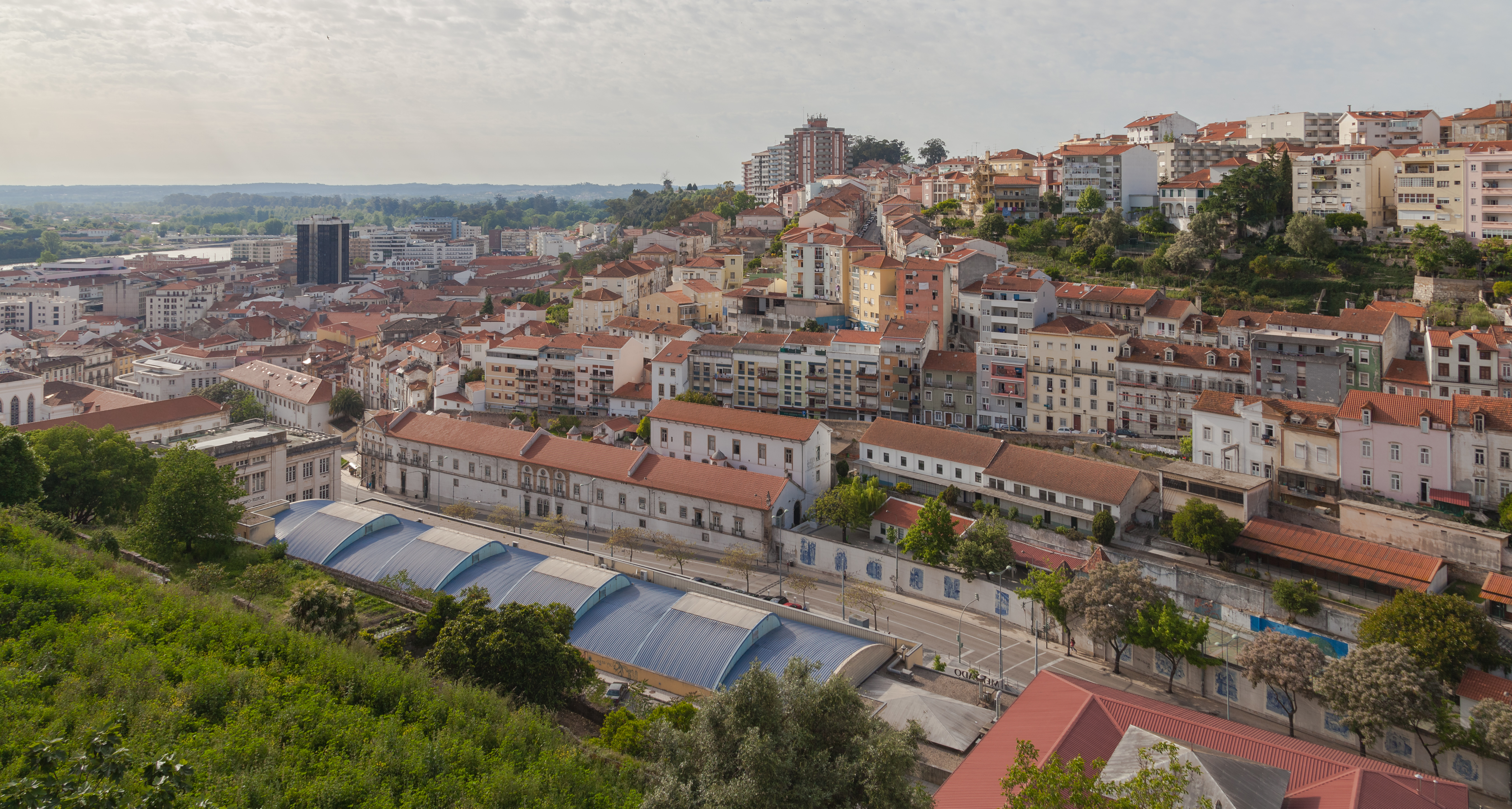
Vista de Coímbra desde la Universidad.
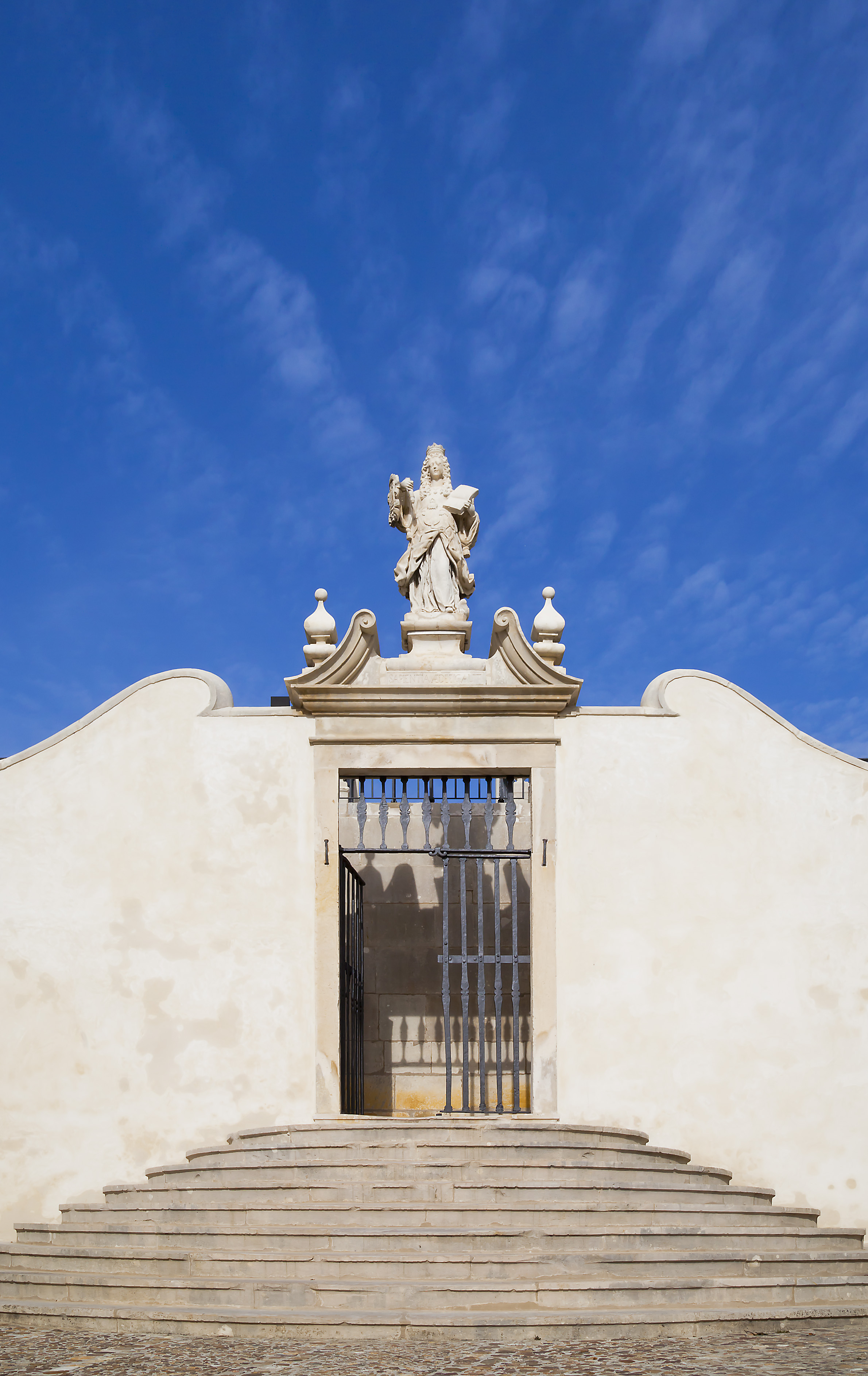
Puerta de Minerva en el Paço.
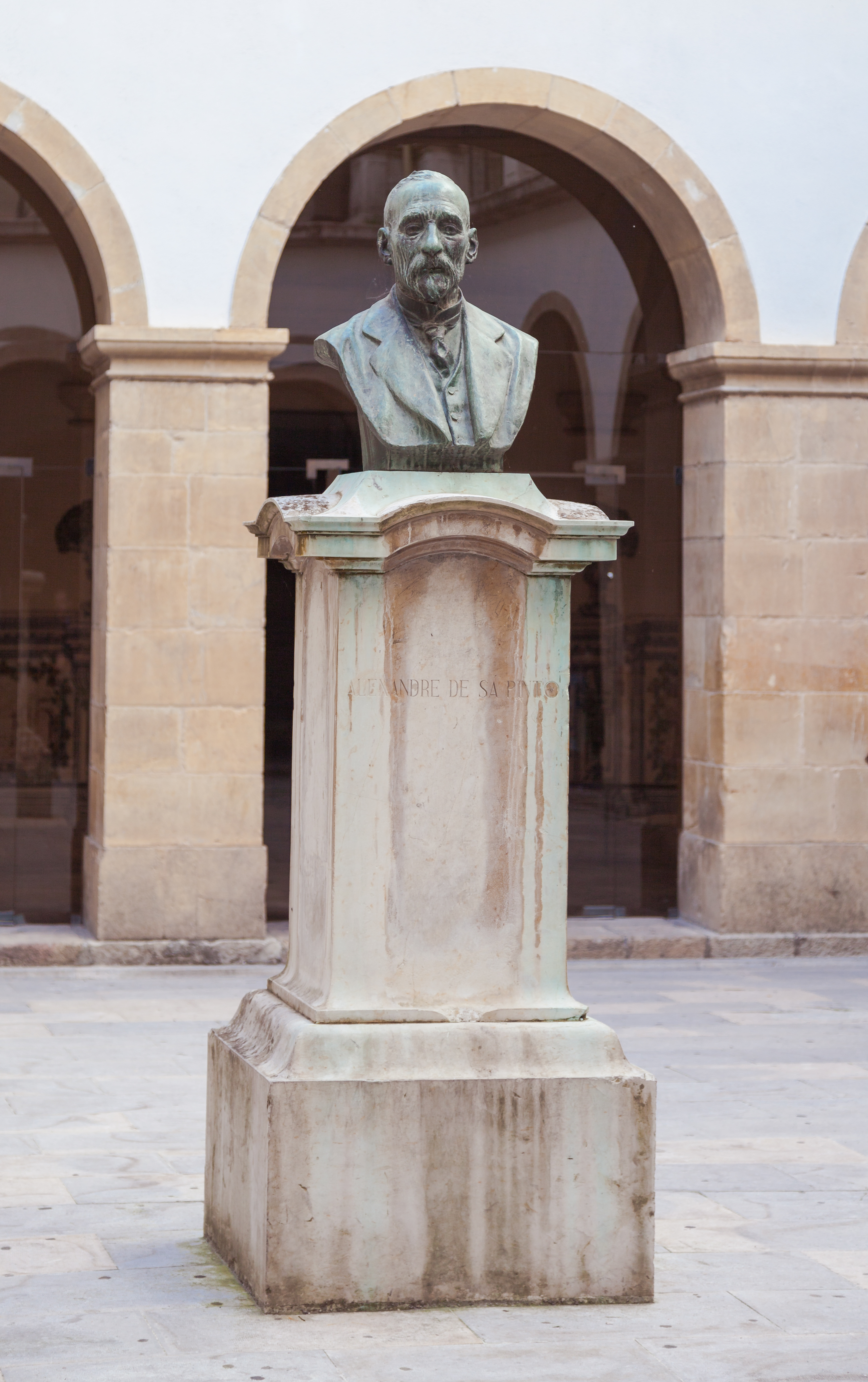
Busto de Alexandre de Serpa Pinto, Facultad de Derecho.
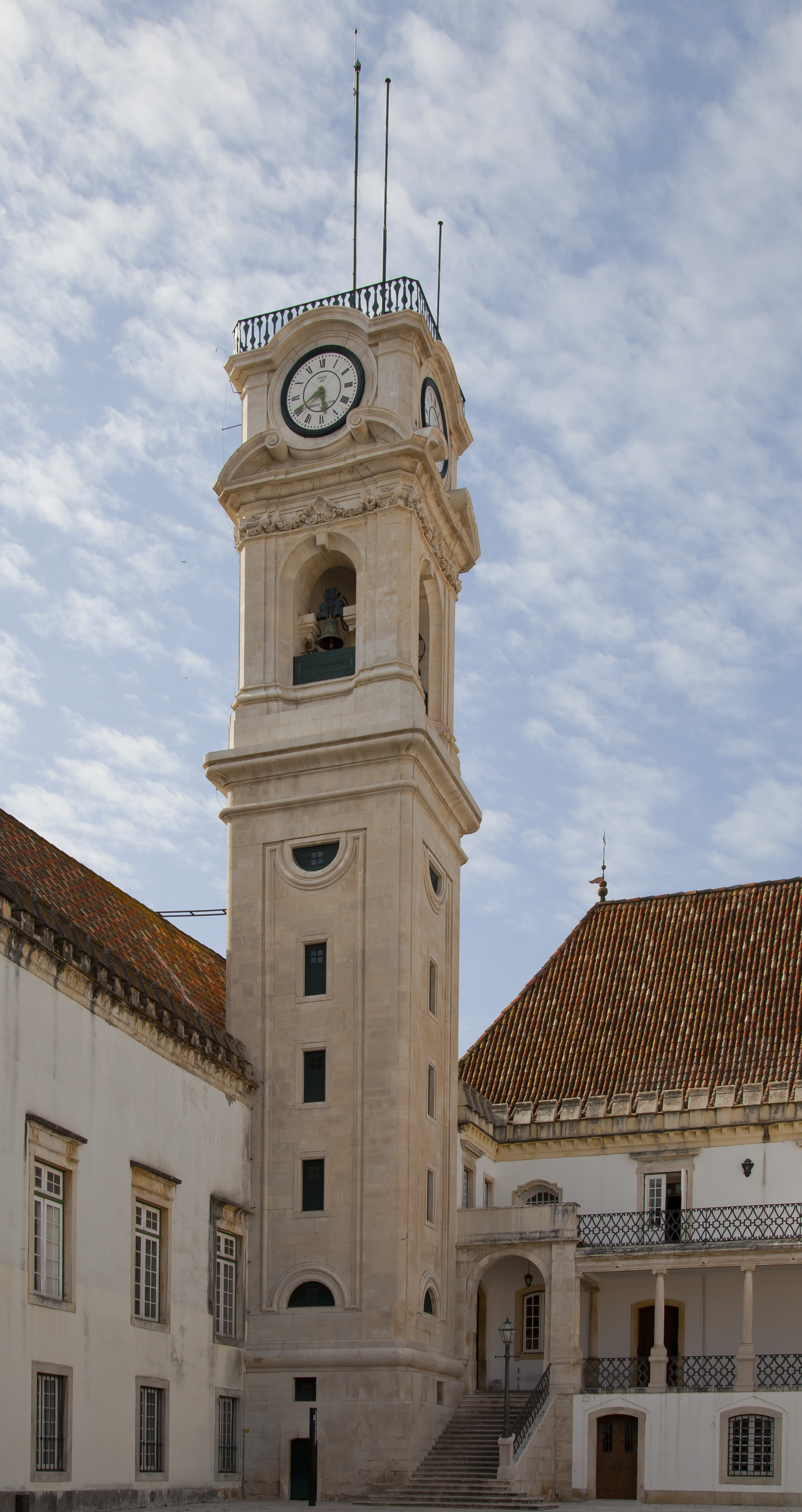
Torre de la Universidad.